# 금강반야바라밀경 (보물 제775호)
금강반야바라밀경(金剛般若波羅蜜經)은 서울특별시 중구에 있는 고려시대의 목판본 불경이다. 1984년 5월 30일 대한민국의 보물 제775호로 지정되었다.

## 개요
금강반야바라밀경(金剛般若波羅蜜經)은 줄여서 ‘금강경’이라고 부르기도 하는데, 우리나라에서는 조계종의 근본경전으로 반야심경 다음으로 가장 많이 읽히는 불교경전이다.
이 경전은 후진의 구마라습이 번역한 금강경을 목판에 새겨서 얇은 닥종이에 찍어낸 것이다. 병풍처럼 펼쳐서 볼 수 있는 형태로 되어 있으며, 접었을 때의 크기가 세로 6.7cm, 가로 5cm로 소매속에 넣어가지고 다닐만큼 자그마한 책이다.
경전 뒤에 있는 기록에 의하면, 고려 충선왕 3년(1311)에 승려 각원이 여러 비구와 불교신자들과 뜻을 같이하여 목판에 새기고, 고려 충숙왕 복위 8년(1339)에 강금강의 시주로 찍어낸 것임을 알 수 있다.
이 책은 가지고 다니면서 읽고 외우기 위하여 만든 것으로 고려시대 불교 신앙의 한 형태를 살펴볼 수 있는 중요한 자료이다.

## 같이 보기
- 금강반야바라밀경

## 참고 자료
- 금강반야바라밀경 - 국가유산청 국가유산포털